# 藤井真理子

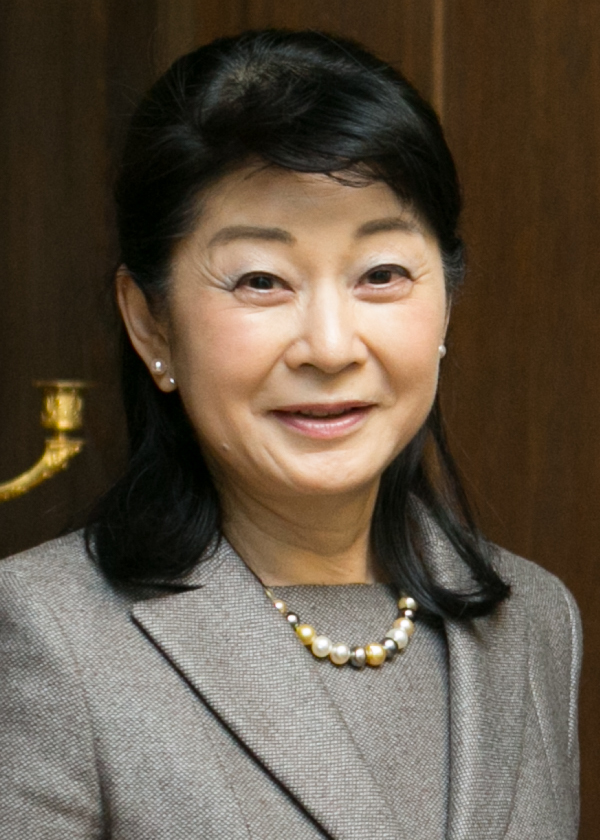
2016年1月

藤井 眞理子（ふじい まりこ、1955年3月9日 - ）は、日本の経済学者、財務官僚、外交官、学術博士。東京大学先端科学技術研究センター教授を経て、駐ラトビア特命全権大使を務めた。

## 人物・来歴
静岡県出身。1973年 神奈川県立湘南高等学校卒業。1977年 東京大学経済学部卒業、大蔵省（現財務省）入省（国際金融局調査課）。1979年3月 大蔵省国際金融局調査課（留学）。1979年9月 大蔵省国際金融局付（ブラウン大学経済学部大学院留学）。1981年7月 大蔵省大臣官房調査企画課財政金融研究室 。1982年7月 大蔵省理財局国庫課長補佐。1985年7月 大蔵省大臣官房調査企画課長補佐（調整）。1987年7月 大蔵省主計局調査課長補佐。1988年6月 大蔵省主計局主計官補佐（経済協力係主査）。1989年6月 大蔵省主計局主計官補佐（外務係、経済協力第一係主査）。1990年7月 大蔵省関税局国際機関課長補佐。1997年 大蔵省関税局国際調査課長。1999年 東京大学先端科学技術研究センター助教授。2001年 東京大学先端経済工学研究センター教授。2004年 東京大学先端科学技術研究センター教授。2014年 電源開発取締役。2015年 駐ラトビア特命全権大使。2016年 東京大学名誉教授。2019年 東京大学先端科学技術研究センター研究顧問、NTTデータ取締役、三菱UFJフィナンシャル・グループ取締役。2022年 東京大学先端科学技術研究センター先端研フェロー。

## 入省同期
- 厚木進（日本郵政副社長、経済産業省貿易経済協力局長、関東財務局長）
- 川北力（国税庁長官、理財局長、大臣官房総括審議官、大臣官房審議官〈主税局担当〉）
- 谷口博文（九州大学教授、国土交通省政策統括官、関東財務局長）
- 樋口俊一郎（ライフネット生命保険副社長、大臣官房政策評価審議官、東京税関長、財務総合政策研究所長、近畿財務局長）
- 林藤樹（税務大学校長）
- 式部透（米州開発銀行アジア事務局長、国際復興開発銀行日本代表理事、近畿財務局長）
- 宇野功人（証券局総務課長補佐）

など。

## 著書
- 『金融工学 : ポートフォリオ選択と派生資産の経済分析』（野口悠紀雄と共著）ダイヤモンド社 2000年
- 『情報通信技術の高度化と金融の市場構造システム変化に関する研究』東京大学 2002年
- 『金利変動の3次元モデル構築に関する研究』東京大学 2005年
- 『現代ファイナンス理論』（野口悠紀雄と共著）東洋経済新報社 2005年
- 『金融革新と市場危機』日本経済新聞出版社 2009年
- 『グローバル金融危機と日本の金融システム』日本経済新聞出版社 2013年